# Ernst Burchard
Ernst Otto Burchard (* 9. September 1876 in Heilsberg, Ermland; † 30. Januar 1920 in Berlin) war ein deutscher Arzt, Sexualwissenschaftler und Dichter.

## Leben
Der Sohn eines Sanitätsrats studierte an den Universitäten Tübingen, Würzburg und Kiel. Seine Dissertation aus dem Jahre 1900 behandelt das Thema Einige Fälle von vorübergehender Glycosurie. Nach seinem Studienabschluss war er zunächst als praktischer Arzt und Nervenarzt in Berlin tätig. In Berlin traf er auf Magnus Hirschfeld und wurde im Wissenschaftlich-Humanitären Komitee tätig.
In verschiedenen Gerichtsverfahren trat Burchard als Gutachter bei Anklagen aufgrund § 175 auf. Mit Hirschfeld schrieb Burchard gemeinschaftlich mehrere Aufsätze in Sexualwissenschaften. Hierzu gehörte auch eine Studie über homosexuelle Frauen. 1913 erschienen die Werke Zur Psychologie der Selbstbezichtigung und Der sexuelle Infantilismus. 1914 veröffentlichte Burchard sein sexualwissenschaftliches Werk Lexikon des gesamten Sexuallebens.
Burchard, der als Junggeselle lebte, veröffentlichte Gedichte in der Zeitschrift Der Eigene von Adolf Brand und in Hirschfelds Jahrbuch für sexuelle Zwischenstufen. Unter anderem erschien dort das Gedicht Vivat Fridericus. Burchard starb am 30. Januar 1920 in seiner Moabiter Wohnung in der Jonasstraße 4 und wurde auf dem Luisenfriedhof in Berlin begraben.

## Werke (Auswahl)
- Lexikon des gesamten Sexuallebens. Adler-Verlag, Berlin 1914.
- Der sexuelle Infantilismus (Juristisch-Psychiatrische Grenzfragen; Bd. 9, Heft 5). Verlag Marhold, Halle/Saale 1913 (zusammen mit Magnus Hirschfeld).
- Zur Psychologie der Selbstbezichtigung. Adler-Verlag, Berlin 1913 (Beiträge zur forensischen Medizin).
- „Weibliche Soldaten“, In: Berliner Illustrierte Zeitung, XXV. Jahrgang, 6. August 1916, Nr. 32, S. 477.